# とあるアラ子
とあるアラ子（とあるアラこ、1983年8月12日 - ）は、日本の漫画家、ブロガー。東京都出身。

## 来歴
2003年ごろからフリーターをしながら漫画やイラストの仕事を始める。
2013年、普段まったく音楽を聞かないアラサー女子が恋人のCDをレビューするブログ『うんいち～運命の一枚をさがせ～』（現在は閉鎖）で主にツイッター上で注目を集める（とあるアラサー女子名義）。
翌2014年、ブログを始める顛末をエッセイコミック風に綴った漫画をとあるアラ子名義で自費出版。この漫画を加筆修正した『わたしとあの子は絶対ちがうの』を2016年にイースト・プレスより刊行。
2016年、美人だが不倫ばかりしてしまうデザイナーの友人の婚活を描いた『美人が婚活してみたら』を「無料まんがアプリVコミ」にて連載開始。2018年に黒川芽以主演で映画化される。
2021年に『ブスなんて言わないで』をWeb漫画サイト「&Sofa」（講談社）にて連載開始。
2025年には『ブスなんて言わないで』が第５４回『日本漫画家協会賞』まんが王国とっとり賞を受賞する。

## 作品

### コミックス
- 『わたしはあの子と絶対ちがうの』イースト・プレス
- 『美人が婚活してみたら』小学館クリエイティブ　全3巻
  1. 2017年5月11日 ISBN 9784778085018
  2. 2018年4月11日 ISBN 9784778085032
  3. 2019年3月11日 ISBN 9784778085049（47話まで収録）
- 『ブスなんて言わないで』、講談社〈アフタヌーンKC〉2022年 - 、既刊5巻（2024年11月21日現在）
  1. 2022年5月23日発売[7]、ISBN 978-4-06-527907-6
  2. 2022年11月22日発売[8]、ISBN 978-4-06-529511-3
  3. 2023年7月21日発売[9]、ISBN 978-4-06-531912-3
  4. 2024年3月22日発売[10]、ISBN 978-4-06-534833-8
  5. 2024年11月21日発売[11]、ISBN 978-4-06-537169-5

### 電子書籍のみ
- 『あなたよりチョットはマシな私でいたい。』晋遊舎
- 『美人が婚活してみたら　Vスクロールコミックス版』全124話（Vスクロールコミックス）
- 『愛する人のソレじゃなくても』アムコミ

### 自主出版
- 『100日後に会社を辞めるOL』[12]
- 『みんみん』[13] イシデ電、他16名の漫画家との共著

### イラスト
『がんばらない教育』笑い飯 哲夫（扶桑社 2023年）

### コミックス未収録作品
- 「とあるアラ子のパニック障害闘病記」（トゥギャッチ　2016年　全5話）
- 「万引きGメンが現場で盗んできた裏話」（本当にあった愉快な話 芸能ズキュン！）竹書房　2016年　全3話
- 「婚活迷人！」（週刊SPA！）扶桑社　2016年　全4話
- 「とあるアラ子的COMIC BRIDGE online考察」（COMIC BRIDGE online）KADOKAWA　2018年　全10回

## 受賞
美人が婚活してみたら
- 2017年「WEBマンガ総選挙」（ピクシブ株式会社）ノミネート[14]

ブスなんて言わないで
- 2023年 このマンガがすごい!（宝島社）オンナ編 - 7位
- 「THE BEST MANGA 2023 このマンガを読め!」（フリースタイル） - 20位
- 第29回手塚治虫文化賞マンガ大賞（朝日新聞）ノミネート
- 第54回日本漫画家協会賞まんが王国とっとり賞